# 高速戦隊ターボレンジャー
『高速戦隊ターボレンジャー』（こうそくせんたいターボレンジャー）は、1989年2月25日から1990年2月23日まで、テレビ朝日系列で全51話が放送された、東映制作の特撮テレビドラマシリーズ、および作中で主人公たちが変身するヒーローの名称。
放送時間は、1989年9月30日放送分（第31話）まで毎週土曜18:00 - 18:25、同年10月6日放送分（第32話）より毎週金曜17:30 - 17:55（いずれもJST）。

## 概要
本作品はスーパー戦隊シリーズとしては初めて高校生だけで構成された戦隊である。前作に引き続き青春をメインテーマとし、「若さ」や「さわやかさ」をより前面に押し出す作品作りが志向された。高校生を主人公に据えている都合上、学園ドラマ的な要素も内包されているものの、一方でメインターゲットである幼年層への配慮から、スタッフサイドとしては「学園シーンを極力減らす」という意向もあったという。当時、スーパー戦隊シリーズでは『○○マン』のタイトルが主流だった中、原点回帰の意を込めて『秘密戦隊ゴレンジャー』以来久々に『○○レンジャー』が採用された。
モチーフには当時のミニ四駆ブームを反映して「自動車」が採用され、同時に「妖精」という神秘性のある要素も取り入れられている。書籍『超世紀全戦隊大全集』では、本作品のテーマである若さの視覚的表現をスピードに定めることで自動車というモチーフをキャラクター性に生かしているとしている。メインライターの曽田博久は、自動車というモチーフから企画は立てやすかったが、青春というテーマが気恥ずかしく子供にも分かりづらいだろうと考えたことから妖精の要素を出したと述べている。一方、東映プロデューサーの鈴木武幸は、妖精のイメージからワイルドなアクションがさせづらく、作品全体がおとなしいイメージになってしまったと述懐している。
この自動車というモチーフがメインの購買層に受け入れられたこともあり、1号ロボであるターボロボの玩具は、54万個出荷され、戦隊ロボの単品での販売数の歴代最多記録を打ち立てた。また1号もしくは2号ロボのいずれかのみを収納する従来の巨大母艦に代わり、本作品ではそのどちらとも組み合わせられる「超巨大ロボット基地」というコンセプトが新たに打ち出された。バンダイの野中剛は、本作品で初めてモチーフを絞ることができたとしている。野中によると同年の『機動刑事ジバン』『仮面ライダーBLACK RX』と共にヒットし「久しぶりに『東映ヒーローの逆襲』みたいな感じのする年」であったという。野中はターボロボの玩具がヒットした要因として自動車というコンセプトが児童層に受け入れやすかったとしている。また、野中とともにデザインに携わったプレックスの大石一雄は、当初は自動車がモチーフではなくタービンのついたマシンがコンセプトだったが、企画が二転三転するなかで自動車に落ち着いたと述べている。鈴木は、自動車の要素をあえてストーリーから切り離したことで、子供たちにキャラクター像がすんなり受け入れられたと述べている。
鈴木は、前作『ライブマン』ではストーリーを難解にしすぎたという反省があった旨を述べており、本作品を企画する際は単純明快に正義と悪の図式を描きたかったという。しかし、放送時間の変更が決定したためその前後を盛り上げる必要が生じ、ストーリー中盤からは第三勢力として人間と暴魔の混血児である流れ暴魔ヤミマルが登場し、三つ巴の争いがストーリーの中心に持ち込まれるなど一筋縄ではいかないシリーズ構成となっている。放送時間変更後は、暴魔百族の幹部がほぼ全滅し、ヤミマルと新たに登場した流れ暴魔キリカの二人との因縁がストーリーのメインとなり、高めの年齢層を意識した内容となった。また、敵の暴魔百族が人間の環境破壊によって現代に復活したという設定のため、ストーリーの序盤では環境問題をテーマにした作品もいくつかみられた。
映像面では、合成素材に初めてCGが取り入れられ、第16話からのVターボバズーカの発射シーンにワイヤーフレームによる表現が用いられた。

### 放送時間帯の変更
玩具の売れ行きの好調ぶりに対して、視聴率では苦戦を強いられた。1989年秋の番組改編に伴い、スーパー戦隊シリーズの放送時間帯が同年10月より従来の土曜夕方から金曜夕方に変更された。時間帯の変更を主な視聴層である幼年層が認識できなかったこともあり、視聴率は変更前に比べて一時的に低下。関係者の一部からはシリーズ存続の是非を問う声も上がったという。
近畿広域圏の朝日放送では、土曜夜の『部長刑事』シリーズ放送の関係で、それ以前から金曜17時台後半より遅れネットしていたため、テレビ朝日の放送枠変更に伴い同時ネットとなった。これに伴いそれまで「大阪後楽園ホテル」表記であった、朝日放送における後楽園グループ（現：東京ドームグループ）の提供クレジット名義もキー局のそれに統一されたが、番組中で流れるCMは引き続き大阪後楽園ホテルのものが使用された。

## あらすじ
今からさかのぼること2万年前、世界は人と妖精と暴魔が存在していた。そして暴魔百族と人間との戦いがあった。人間は妖精と協力して暴魔に勝利、妖精たちの守護獣である聖獣ラキアによって暴魔は封じられる。
しかし、2万年の間に人間は妖精の存在を忘れ、妖精も度重なる自然破壊によって滅んでいった。そして、守護獣ラキアの力が弱ったことで暴魔の封印が解かれてしまう。暴魔は人間に対する積年の恨みを晴らすため、侵略を開始した。
妖精族最後の生き残りであるシーロンは、無公害エンジンを発明するなど卓越した頭脳を持つ太宰博士とともに暴魔との戦いの準備を進め、妖精を見ることができる、都立武蔵野学園高校の3年A組の5人の生徒に地球の未来を託すこととした。
シーロンにターボブレスを与えられた5人は強化服を纏い、ターボレンジャーとして「若さ」を武器に戦う。

## 登場人物

### 高速戦隊ターボレンジャー
太宰博士が暴魔百族の襲来を想定してシーロンと準備していたスーパー戦隊。最大の特徴はシリーズ初のメンバー5人全員が高校生で、いずれも都立武蔵野学園高校の3年A組に所属する。1人での変身と戦闘も可能だが、5人がそろってはじめて全力を発揮することが出来る。
暴魔獣を倒すと、振り返りながら「ビクトリー!」の発声とともにVサインを出す。
スーパー戦隊シリーズでは唯一、ヒーローの単独での名乗りのポーズが存在せず、名乗りは必ず5人一緒に行われている。その代わり、第4話では一人ずつコードネームを名乗って変身している。このような背景から、後年の『百獣戦隊ガオレンジャーVSスーパー戦隊』において歴代レッドの名乗りシーンが挿入されるに当たり、レッドターボのみ新撮の映像と本作品の力がレッドターボに変身する際のバンク音声を使った単独ポーズが登場している。
炎 力（）
ターボレンジャーのリーダー格。出席番号17番。
誰にも負けぬ強い正義感や行動力と不屈の闘志を持ち、人を惹きつける天性のリーダータイプである。典型的な熱血型だが、冷静な判断をもつ頭脳派の側面も持つ。
野球部に所属しており、キャプテンを務める。エースピッチャーにして4番打者という実力の持ち主で、「炎の魔球」と呼ばれる変化球を持つ。2年前の新人戦にてサヨナラホームランを放っている。将来はプロ野球選手になって大儲けすることを夢見ている。
ターボレンジャーになる前は成績は良かったようで、クラス担任兼野球部顧問の山口曰く「勉強も野球もできるいい子」であったが、ターボレンジャーになった直後からテストの点数や部活の成績が芳しくなかったことから山口に部活動を禁止されてしまったこともある。
明るい性格で、友人も多い。お人好しの面があり、その側面は時に敵対関係にある暴魔百族にも及ぶ。かっとび暴魔ズルテンの願いを聞き入れ、仲間の言葉も振り切り彼を助けたこともある。
おうし座のO型。
レッドターボ
炎力が変身する戦士。
優れた能力バランスを持つ。ターボレーザーソードやGTソード（もしくは2本での二刀流）での剣技が得意。炎の魔球を技として使用したこともある。メカの操縦にも長けている。

山形 大地（）
ターボレンジャーの参謀格。出席番号20番。
陸上部に所属し、長距離走が得意で、走ることを修行として人生の目的としている。一見肉体派だが、学業では学校一の秀才のはるなに引けを取らない成績の持ち主で、「走る哲学者」と呼ばれる。普段は落ち着いて冷静に判断するストイックで一本気な性格だが、ときには（特に女性が絡むと）熱血タイプの力以上の熱さを見せる。恋愛に対しては奥手。
メンバーの中でターボマシンに対する愛情が人一倍強く、ターボロボか破壊された際にはターボトラックから離れず必死で守ろうとした。
おうし座のAB型、得意科目は政治経済。
ブラックターボ
山形大地が変身する戦士。
冷静な行動力の頭脳プレーとパワープレーの両面に優れ、ターボレンジャー5人中最も体力があり、ダッシュ戦法が得意。

浜 洋平（）
ターボレンジャーのムードメーカー。出席番号14番。
水泳部の主将で、競泳と高飛び込みを得意としている。その実力は高校生にしてインストラクターの資格も持つほど。また、サーフィンやスキューバダイビングなどのマリンスポーツ全般も得意とする。クールな性格ながら、落ち着きがないところもある。根は真面目で端正な顔立ちから女生徒の人気が高いが、女の子にはめっぽう弱く、敵の罠にかかってしまうこともある。また、俊介同様にひょうきん者で、クラスや部活ではお笑い担当になりよく笑いを取ったりする。
うお座のO型。
ブルーターボ
浜洋平が変身する戦士。彼に代わって同じクラスの山田健一が変身したことがある。
水中戦闘能力も高く、キック技が得意。銃の扱いにも優れ、ターボレーザーやJガンを用いた射撃戦も得意とし、2つを同時に用いることもある。

日野 俊介（）
出席番号15番。
体操部に所属。ひょうきんな性格で、そそっかしい（力談）ところもあるが、その明るさから主に悪ふざけが多いがクラスでのムードメーカーにもなっている。その悪ふざけが災いして、美術の授業中にふざけて逆立ちしていたところ誤って彫像を破壊したため罰として掃除と絵のモデルを命じられたこともある。そんな陽気さの一方で苦しい体操の練習に「もうだめだ」と悲観的になることもあるが、そのたびに後輩の榊原由美が奏でるフルートの演奏に元気をもらっている。
作中には未登場だが祖母がおり、第9話にて腱鞘炎に効く膏薬を作ってくれた。また俊二という弟がいたが、3年前に交通事故で亡くしており、兄弟の絆に関することには特に熱くなる一面もある。
10年前に海岸でいじめられていた「さよちゃん」という少女を助けたことがあり、彼女が初恋の相手でもあった。実は彼女は月影小夜子こと流れ暴魔キリカであったが、お互いそのことに気付いていない。
おとめ座のA型、苦手科目は英語。
イエローターボ
日野俊介が変身する戦士。
体操を活かし、戦闘でもアクロバティックな動きで敵を翻弄する。身軽だが、パワータイプ。体操のことが頭から離れず、戦闘時につい技の採点をしてしまう場面もある。体を高速回転させてウーラー兵の集団に突撃する回転攻撃も得意とする。

森川 はるな（）
出席番号19番。
ターボレンジャー唯一の女性戦士で生徒会長を務める学校一の秀才。所属するバトン部でも部長でバトントワラーである。他の4人を仕切ることもあって一見すると強気な性格で自分にも厳しく1人での訓練にも余念がない。だが、非常に繊細で誰に対しても優しい慈愛の心の持ち主で少々涙もろい面もある。モードクボーマの毒に洋平がやられた際は記憶喪失のフリをして解毒剤を奪う作戦を瞬時に考え出し、演劇の経験もあったことから暴魔や4人ですら騙したほどの高い演技力を持つ。他の4人同様暴魔に敢然と立ち向かう一方で、カエルや幽霊は苦手のようである。
やぎ座のB型。
ピンクターボ
森川はるなが変身する戦士。
バトントワリングを活かし、スピーディで優雅な鋭いアクションで戦う。
- スーツアクターを務めた蜂須賀祐一は、名乗りポーズはスピード感を意識し、スピードスケート選手の橋本聖子のスタートポーズに歌手の本田美奈子のイメージを加味している。

### ターボレンジャーの協力者
太宰博士（）
妖精の存在を知る科学者。妖精と交流し暴魔の侵攻を予見、これに対抗するために自らの資産を投じ、シーロンと協力してターボレンジャーのアイテムやマシン各種を開発し、ターボレンジャーを結成した。温厚な性格だが、少しだけきつめな口調になったこともある。医師免許も持つのか、負傷したメンバーを治療することもある。
最初は山口先生に力たちを悪い道に引き込もうとする迷惑な人と思われていたが、いつの間にか相思相愛になっていった。しかし、物語後半までは互いにそれに気付かずじまいで、山口先生を見てニヤニヤしながらパンを食べ楽しそうに浮かれて自転車に乗るという少しひょうきんな一面も見られた。
- 博士の出演場面は、岡本が『中学生日記』の撮影でアフレコに参加できないことから、全て同時録音での撮影となった。

山口 美佐（）
都立武蔵野学園高校の女性教師。ターボレンジャーのメンバー5人の所属する3年A組の担任を務めており、教科は数学を担当。力が所属する野球部の顧問や生活指導も務める。
妖精や吸血鬼にされるなど、ターボレンジャーと暴魔との戦いに何かと巻き込まれやすい。ドロロボーマによって子供の姿にされたことがある。巨大スモウボーマ戦では呼出と行司との二役を務めた。
太宰博士のことは当初、5人を振り回す迷惑な人だと思っていたが、いつの間にか相思相愛とも思える関係に。妹にカンフーなどの格闘技が得意な美香がいる。
メンバー5人がターボレンジャーであることなどは全く知らなかったが、何かをしているらしいことには途中で気がつき、最終話では卒業式に出てほしいとの一念からターボビルダーにたどり着く。そして5人がターボレンジャーであることを知り、ネオラゴーンと戦う5人を叱咤激励した。直後にネオラゴーンに敗れ暴魔城に逃げ遅れて取り残されたヤミマルにも呼び掛けた。
すべての戦いが終わった後、メンバー5人や太宰博士とともにシーロンを見送った。
妖精シーロン
妖精の子孫で、妖精族最後の生き残り。普段は太宰博士の研究室にある妖精の城（ドールハウス）に住んでいる。身長は18センチメートル。メンバーの5人のみが彼女を肉眼で見ることができるが、それは5人が子供のころに浴びた妖精の魂の聖なる光の影響である。
太宰博士や山口先生などの普通の人間でも博士の作った装置「妖精グラス」をかけると見える。他者の服装を自在に変化させる能力を持つ。力を使い果たすと背中の羽が取れてなくなり、人間大の大きさになり、やがて命を失う。取れた羽はチョウのように飛行させることができ、他者の背中に貼り付けてその人物を妖精大に縮小させ、その人物が洗脳された状態では意識を失った状態にさせる。また、力を取り戻せば羽を自らの背中に戻すことができる。
すべての戦いが終わった後、ラキアの元へ去って行った。
- オープニングの左眼のアップは彼女のもの。第6話のオープニングのクレジットでは「妖精シローン」と誤って表記された。
- デザインイメージはヨーロッパに伝わる妖精だが、準備稿では和風や中華風のものも描かれた。

聖獣ラキア
2万年前に暴魔百族を封印した聖獣。
環境汚染により、封印する力が弱まり、暴魔の復活を許してしまう。その後、太宰博士とターボレンジャーおよび妖精シーロンに暴魔百族打倒を託し、自ら命と引き換えに星座となりターボレンジャーたちを見守っている。
また、彼の崇高な精神は妖精だけでなく暴魔たちにも少なからず影響を与えており、アラクレボーマやスモウボーマなどラキアに感化されて味方になった暴魔も少数ながら存在している。

## ターボレンジャーの装備・戦力

### 共通装備
ターボブレス
ターボレンジャーの5人が両腕に装備している変身兼通信用ブレス。右腕用は通信機能を備えており、左腕用は変身システムを起動させる鍵となる。「ターボレンジャー!」のかけ声とともに両手を前に突き出し、すかさず胸の前まで戻して、左腕側のブレスのスイッチを起動し、それにより右腕側の変身システムが起動。ターボマシン型のエネルギーを浴びてスーツが装着される。
妖精の魂の光を浴びた人間なら誰でも変身可能で、幼少期に妖精の魂の光を浴びた経験のあるクラスメイトの山田健一が、洋平のブレスを奪ってブルーターボに変身したことがある。
2話、3話、劇場版では左腕のブレスを逆向きに装着している。
ターボスーツ
ターボブレスを起動させて装着する強化スーツ。各戦士が搭乗するターボマシンを模したヘルメットには、エネルギー表示器のターボパワーインジケーターや、エネルギー調整機能と敵の動きを分析して攻撃法をはじき出す機能を持つスーパーレンジャーコンピューターが搭載されている。特殊繊維マルチレンジャークロス製のスーツ本体は、2,000℃の炎やマイナス50℃の低温、かなりの衝撃にまで耐えられるほどの防御力を有し、左胸のエンブレムのレンジャーセンサーは周囲の様子を分析できる。また、マシンの頭文字がバックルに施されているターボチャージベルトはエネルギー蓄積装置であり、グローブとブーツにはターボパワーターミナルが、加えてブーツにはジャンプスラスターが備わっており、これらの装置によってスーツの装着者は80時間分も戦い続けられるほどのエネルギー、直径15センチメートルの鉄棒を折れるパンチ力、オートバイを20メートルも蹴り飛ばすキック力、12メートルの高さまで跳躍できるジャンプ力、時速100キロメートル近くの走力を発揮できる。
妖精のパワーを吸い取られてエネルギーが無くなると、無力化して色を失い、ゴーグル以外の全身が白くなる。第38話ではレッドターボとイエローターボが、人間が持つ色を吸い取って絵の具にする特性を持つジゴクエボーマの攻撃を意図的に受けてスーツを白くさせ、ジゴクエボーマの体内に潜入して取り込まれたレッド・イエロー以外の3人を脱出させた。この時変身していなかったレッド・イエロー以外の3人は普段着が白くなっていた。
- 特撮番組のヒーローとしては初めてヘルメットの上半分が無機物の意匠となっている。耳はタイヤ、額はバンパーを模したデザインとなっている。

ターボレーザー
右腰のホルスターで携行する標準装備の銃。発射される楕円状の光線は厚さ2センチメートルの鉄板に0.3秒で穴を開ける威力を持つ。5丁のターボレーザーを一斉に撃って空中に光球を作り、それを暴魔獣にぶつけるターボレーザー・プラズマシュートが初期の必殺技だった。
刃を伸ばすことで剣（ターボレーザーソード）がカセットに収納されており、ターボレーザーと分離して使用することもできる。

### ターボカセット
5人それぞれの個人武器。折りたたんでターボレーザーに合体させることでレーザーの攻撃力を高めることが可能。第6話から登場。
GTソード
レッド専用の剣。頑丈で分厚い壁をも切り裂ける切れ味を持つ。刀身にエネルギーを込めて敵を斬り裂くGTクラッシュという必殺技があり、この必殺技で倒された暴魔獣はかなりの数に上る。ターボレーザーソードとの二刀流で放つバージョンもある。また、エネルギーを纏ったGTソードで電流を放つ斬撃のGTソード電光突きという技もある。第42話ではデビルボーマに飲み込まれたシーロンを救うため電磁波放射という技を披露した。
Tハンマー
斧に似たブラック専用の槌。15分で大型戦車を鉄屑にする威力がある。また、グリップからビームを放つことも可能。十字に振るうハンマーブレイク、ジャンプして敵の脳天を叩き割るハンマー唐竹割りという必殺技がある。
Jガン
ブルー専用の光線銃。一度に多数の弾丸を発砲可能で、得意技はJガン乱れ射ち。ターボレーザーと合体させた形態はJマシンガンと呼ばれる。
Bボーガン
イエロー専用のボーガン式の弓矢。高い貫通力と99.9%の命中率を誇る。バック転してからジャンプしてBボーガンを放つジャンピングボーガンという技がある。
Wステッキ
ピンク専用のステッキ。直接連打するステッキクラッカー、ブーメランのように投げつけるステッキブーメランという技がある。第20話ではターボレーザーと合体させた。

### 必殺武器・合体技
Vターボバズーカ
プラズマシュートがヤミマルに破られたことから作られたバズーカ砲。ターボアタッカーのVターボエンジンをバズーカのボディに組み込む。レッドの「VターボエンジンON」を合図にバズーカを起動。ピンクがスコープを覗いた後、レッド以外のメンバーが「レディー」の掛け声を行い、レッドが「マックス」の掛け声を行う。レッドが標的をロックオンした後、エンジンをフル回転させて大きな破壊エネルギーを生成し、レッドの「ゴー」の発声と共に発射する。
Zバズーカ
第15話に登場。Vターボバズーカの試作品で、ヤミマルを退けるために未完成のまま俊介と洋平が無断で持ち出して使用したが、1発撃っただけでエネルギー炉が爆発寸前の状態になり、太宰博士の見立てでは「半径500メートル以内を吹き飛ばすほどの爆発」を引き起こす恐れがあったため、1時間以内に安全な場所に運ばなくてはならなくなった。実際の爆発は、博士の見立てより小規模なものに留まったものの、それでも後ろから追いかけてきたダルマオトシボーマが、この爆発に巻き込まれて倒されている。

プラズマシュート
序盤で使用された必殺技。上空の一点に向かって出力を最大にしたターボレーザーで、ビームを収束したプラズマ球を作り出した後「プラズマシュート」の合図でそのプラズマ球を暴魔獣にたたきつける。ターボレーザーの10倍の威力を持つ。後に流れ暴魔ヤミマルにプラズマ球を一刀両断され破られる。
コンビネーションアタック
5人による連続攻撃。バリエーションは様々だが、最初にブラックとブルーがイエローとピンクに弾かれる勢いで敵に飛び込んでパンチし、次にイエローとピンクがレッドを踏み台にしてのジャンプから飛び蹴りを放ち、最後にレッドがGTソードまたはターボレーザーソードで斬りつけるというパターンが多用された。
- 本作品に助監督として参加し、後年スーパー戦隊シリーズで監督を務めている竹本昇は、この技がシリーズで多用される連携攻撃のルーツであると分析している。

トリプルアタック
レッド・ブルー・イエローによる連続攻撃。レッドがブルーとイエローを足場にしてジャンプ、敵をGTソードで攻撃する。次にブルーとイエローがレッドを足場にしてジャンプ、JガンとBボーガンで同時攻撃を仕掛ける。第9話のみ、1回だけの使用だった。

### 基地・メカニック
ターボレンジャー基地
作品前半におけるターボレンジャーの基地。太宰研究所とも呼ばれており、岩山の中に存在し、博士の居住区に研究室や医療室、ターボマシン整備空間や発進口であるトンネルなどの設備が存在する。
ジンバがテレビを通して攻撃した際に中破したために放棄。以降はターボビルダーへと移動した。
ターボビルダー
作品後半におけるターボレンジャーの基地。秘密裏に太宰博士によって建造され、太宰博士の研究室がジンバに攻撃されたことで新たに起動した超巨大要塞。スーパー戦隊史上初の基地ロボである。太宰博士とシーロンはここで暮らしている。
移動はできないがその場での回転は出来る。攻撃だけならシーロンにも操縦は可能。「ビルドアップ・ターボビルダー!」の合図で上体を起立させ、全砲塔を展開させることで人型超巨大要塞ロボに変形。ビルダーバルカンを装備。必殺技は全身の火砲を一斉発射するビルダーストームと胸からT字型のビームを発射するターボビルダービーム。ターボビルダーの登場に伴い、5台のターボマシンがそれまで使っていた、岩山の秘密トンネルから引っ越してきた。5台のターボマシンとラガーファイターを格納し、前部カタパルトと上部ポートから緊急発進する。
そもそも移動できないのには理由があった。108匹の暴魔獣を封印する「大封印」の解放を阻止する目的で、大封印の真上に建造されている。太宰博士はターボビルダー建造場所として妖精の古地図に記された「重いものを置くべき場所」を選んだが、それこそが大封印である。ターボビルダー自体はかなりの重量となっているが、最終決戦にあたり108匹の暴魔獣が暴れ出した際には幾度と無く揺れに見舞われた。そしてネオラゴーンによる暴魔城の特攻の危機に見舞われ、文字通り「最後の砦」として最終決戦に挑むこととなる。

ターボアタッカー
レッド専用戦闘用バギー。最高時速400キロメートル。武器はアタッカーバルカンとアタッカーマグナム。エンディングの出だしではテーマ曲「ジグザグ青春ロード」のタイトル通り、レッドがこれに乗って砂地をジグザグ走行している。動力機のVターボエンジンは、中期以降の必殺武器・Vターボバズーカのエネルギー供給源となる。
マッハターボ
5人のスーパーバイク。走破性が高く、追跡だけではなく突進戦でその威力を発揮する。車体前部から光弾を放つ。最高時速360キロメートル。カウル部分には番号が書かれており、レッドが01、ブラックが02、ブルーが03、イエローが04、ピンクが05である。変身前でも使用される。
ラガーファイター
ターボビルダーとともに中盤より登場した巨大高速戦闘機。ターボロボと時を同じくして建造していたが、ターボロボを優先したために完成が遅れていた。ターボロボがジンバとヤミマルの猛攻によって合体不能となったため、博士と5人が急ピッチで作業を行い完成した。
武器は機体下部に装備された四連装レーザー砲・ファイタービーム。コクピット内部はターボロボと同一。
- DX玩具では「ターボラガージェット」という名称が使用されている｡
- 当初はターボファイターという名称だった。

### ターボマシン
大のカーマニアである太宰博士がシーロンと共同で開発した自動車型巨大戦闘マシン。
- DX玩具では「◯◯（色）ターボマシン」という名称が使用されている[10]。

ターボGT
レッドターボが搭乗する巨大クーペ。武器はGTレーザー。車輪を折り畳んで飛行モードも可能。ターボロボの頭部、胸部になる。
ターボトラック
ブラックターボが搭乗する巨大トラック。武器はミサイルを発射するトラックカノン。ターボロボの両手、腹、大腿部、ターボシールドになる。29話で合体できない状態というトラブルを抱えながら、囮として使用した。
ターボジープ
ブルーターボが搭乗する巨大ジープ。武器はパワーウィンチ。暴魔を封印するラキアの釘を発射したこともある。ターボロボの左足になる。
ターボバギー
イエローターボが搭乗する巨大バギー。武器はバギーバルカンとコクピット両サイドから発射するミサイル。ターボロボの右足になる。
ターボワゴン
ピンクターボが搭乗する巨大ワゴン車。武器はワゴンミサイル。ターボロボの両脚になる。

### 巨大ロボ
ターボロボ
太宰博士が開発したわずかな排気量で大きな排気量に匹敵する無公害ターボエンジンを搭載する5台のターボマシンが「合体シフト・ターボロボ!」から「チャージアップ・ターボロボ!」の合図で合体する地上用の巨大ロボ。ターボスパート・スーパ－セラミックエンジンを搭載。ローラースケートのように両足の車輪で高速走行したり、飛行することも可能。逆手に持った高速剣（）を使用し敵を斬り裂く高速剣ターボクラッシュが必殺技。高速剣は5人全員がコクピットに搭乗していなければ使えないが、第39話ではレッドを除いた4人で使用し、ラゴーンに斬りかかるが、折れてしまった。ターボクラッシュには高速剣を構えて突っ込み、すれ違い様に斬るパターンと斜めに2回斬りつけるパターンがある。両腰に装備した連射可能な2丁の光線銃ターボガンを連射するターボカノンで敵を倒したことも多い。また、盾のターボシールドも装備している。空中前転しながらパンチを決めるターボロボパンチが得意技である。機体には精霊が宿っており、会話は出来ないが、多少の行動なら自らの意思ですることが出来る。第21話では廻しを身につけて、上手投げでスモウボーマを倒した。
ターボラガー
ラガーファイターが「変形シフト・ターボラガー!」から「セットアップ・ターボラガー!」の合図で展開・再合体した巨大ロボ。
武器は両肩部のビッグラガーガンとラグビーボール型の強力爆弾・バトルボール。必殺技は揃えた両足による超高速きりもみキックのスクリューラガーキック。両手にエネルギーを集中させて放つパンチ攻撃も可能。胸部からは、メンバーを内部に収納する救出ビームを放つ。第46話ではピンクが一人で操縦した。
ターボロボと同じく精霊が宿っているため、自らの意思による行動が可能で、最終回では暴魔城から放り出されたターボレンジャーを救った。
- 前年の『ライブマン』の2号ロボであるライブボクサーが好評を受けたため、1号ロボットのターボロボとの差別化を図るため、小回りが利くロボットという設定となった。

スーパーターボロボ
ターボロボとターボラガーが「スーパーシフト・スーパーターボロボ!」から「完成!スーパーターボロボ」の合図で合体した超巨大ロボ。
ターボロボの足にターボラガーの足が合体し、ターボロボの胴体前部にターボラガーの胴体が伸長して覆い被さり、ターボラガーの脛部が腕として合体。頭部はターボラガーのものに追加パーツを付加した形となっている。必殺技は両腕と胴体で三角形を描き超破壊ビームを放射するスーパーミラージュビーム。
巨体のため格闘戦には不向きであり、実際に作中でもこのロボが歩いたシーンはほとんどない（ターボビルダーとの合体の際にスライド移動したことはある）。一度だけ技が通用しなかったことはあるものの、ロボ自体は一度も倒されたことがなく、ダメージを受けたこともない。最後の敵であるネオラゴーンですら手も足も出ないままに、一撃で撃破した。
- 着ぐるみの大きさが規格外だったためか、ロボの肘にあたる部分にスーツアクターの肩が入り、腕を動かしていた。

スーパーターボビルダー
ターボビルダーにスーパーターボロボを格納した最強ロボ形態。「戦闘巨神（）」の別名を持つ。
合体コードは「合体！スーパーターボビルダー」。胸の部分にスーパーターボロボの顔が見える。必殺技はターボビルダービームとスーパーミラージュビームを同時発射するスーパーターボビルダービーム。登場回数は38話と最終回の2回のみ。

### スペック
| 名称               | 全長                              | 重量    | スピード                                      | 出力                                             | 出力      |
| ------------------ | --------------------------------- | ------- | --------------------------------------------- | ------------------------------------------------ | --------- |
| ターボGT           | 21.4 m                            | 97 t    | マッハ1.2                                     | 5万馬力                                          | 5万馬力   |
| ターボトラック     | 25.3 m                            | 139.7 t | 980 km/h                                      |                                                  |           |
| ターボジープ       | 12.2 m                            | 38.7 t  | 850 km/h                                      |                                                  |           |
| ターボバギー       | 13.5 m                            | 35.1 t  | 830 km/h                                      |                                                  |           |
| ターボワゴン       | 18 m                              | 77.5 t  | 620 km/h                                      |                                                  |           |
| ラガーファイター   | 43.3 m                            | 320 t   | マッハ2                                       | 300万馬力                                        | 300万馬力 |
| 名称               | 全高                              | 全幅    | 重量                                          | スピード                                         | 出力      |
| ターボロボ         | 46 m                              |         | 388 t                                         | - 490 km/h（地上走行速度） - マッハ1（飛行速度） | 320万馬力 |
| ターボラガー       | 41.5 m                            | 320 t   | - 380 km/h（走行速度） - 900 km/h（飛行速度） | 300万馬力                                        |           |
| スーパーターボロボ | 51.2 m                            | 708 t   |                                               | 600万馬力                                        |           |
| ターボビルダー     | - 52.9 m（基地） - 68.5 m（ロボ） | 54.5 m  | 3,468 t                                       |                                                  |           |

## 暴魔百族
読みは「ぼうまひゃくぞく」。
暴力と魔力を尊び、世界支配を目論む魔物の一族。2万年前に人間と妖精族に敗れ、本拠地の暴魔城ごと封印されていたが、自然環境の悪化するに従ってラキアと妖精の力が弱まって封印が解けたため、現代に蘇った。それまでの組織とは異なり、幹部全員が暴魔再生巨大化光線を使用可能。中盤において、地球侵略に手間取り、失敗続きに激昂したラゴーンによって幹部が次々死地に追いやられる。
各キャラクターの身長・体重などの設定はない。
- 企画段階での名称はゾクであった[2]。暴魔百族のデザインコンセプトは、企画書で謳われていた「和風の敵」という発想をキャラクターデザイナーの篠原保が「妖怪」っぽい解釈や「日本の土着的なもの」というアプローチで落とし込んでいったものとなっており[66][67][68]、特に序盤の暴魔獣にはそういった和風のテイストを取り入れたものが散見されている。またごく初期の段階では和風だけでなく「古代」という要素にも注目したデザインが志向されており[69]、実際にレーダやジンバなど一部のキャラクターのデザインにそれが反映されている。その結果、全体的に陰湿なイメージとなり、徐々に脚本でそこから外れたイメージも求められるようになり篠原は悩んだが、キリカのデザイン時に東映プロデューサーの鈴木武幸からの助言を受けてこだわりが抜けていったと述べている[67]。

暴魔大帝ラゴーン（）
暴魔百族を束ねる暴魔城の支配者で、またの名を「暴魔神（）」。暴魔再生巨大化光線を触手から放つ。威圧と暴力で暴魔たちを支配する典型的な暴君で、彼に従わない暴魔も多数存在する。
物語後半、ヤミマルの策略で暴魔城にてレッドターボと戦いGTクラッシュで敗れるが戦闘形態となり巨大化。スーパーターボロボのスーパーミラージュビームが唯一通じなかった敵だったが、スーパーターボビルダーの攻撃で倒される。だが、完全には死んでおらず、ワタリドリボーマことオヤクシャボーマの派遣を皮切りに異形の姿で異空間からターボレンジャーと流れ暴魔の戦いに干渉する。
- デザインモチーフは仏像。使用できるセットの大きさについて説明を受けた篠原が、スペースを最大限使うものと解釈したため、長い画面になるとテレビフレームに収まるように画面いっぱいに広がる比率が計算されたデザインとなった。
- 巨大ラゴーンは最初のデザイン案では下半身がヘビ型になっていたが、造型が難しいことから腰から下が2本脚の人型に修正され、ヘビの要素は尻尾に留まっている。篠原は脚をイヌガミボーマのような獣脚としてデザインしていたが、実現には至らなかった。

ネオラゴーン
一度敗れた暴魔大帝ラゴーンが力を蓄え、新たに復活した姿。戦闘においては口や杖からの光線。両肩の隠し腕を駆使する。反面、防御力は旧ラゴーンよりも低下している。
第46話で暴魔城を流れ暴魔から奪還、ズルテンとウーラー兵を再び配下に収める。
最終決戦においては108匹の暴魔獣を閉じ込めている大封印を解くべく活動。暴魔城に侵入したターボレンジャー、ヤミマルと交戦。レッドターボのGTクラッシュでダメージを負った後、巨大化し、大封印の重しになっているターボビルダーに侵攻。防御力が低下していながらもターボビルダーの攻撃をものともしなかったがスーパーターボロボのスーパーミラージュビームに敗れる。死ぬ間際に暴魔城の向きをターボビルダーに変えると炎の竜となって消滅した。

暴魔博士レーダ（）
暴魔のナンバー2の大幹部。暴魔百族の頭脳的存在で、ジンバの前身も知っていた。
さまざまな妖術を使う。武器は笛にもなる錫杖・魔笛透視杖で、その音色はターボレンジャーをも苦しめる効果がある。暴魔再生巨大化光線も、この魔笛透視杖を奏でることで空中に現れたアンモナイトのような幻影から放つ形となっている。
第30話で超魔神ボーマを出現させ、異空間を生み出しさまざまな幻影を放ってレッドターボを苦しめるもGTクラッシュで倒される。
- 初期のオープニングでは「暴魔博士レーダー」と誤って表記されていた。
- デザイン画では「霊丹」という当て字が用いられている。デザインはアンモナイトのほかフジツボやタツノオトシゴなど海洋生物がモチーフとなっている。
- 造形の都合から首を動かすことができず、演じた石橋雅史からは不評であったという。

姫暴魔ジャーミン（）
残酷な性格の女幹部で、蛇の化身。普段は女性の顔をしているが、戦闘時には蛇の素顔に変わる。武器は魔変毒蛇鞭。体内に封じたクロコボーマによって自身が受けたダメージを引き受けさせている。暴魔再生巨大化光線は口から吐き出す蛇状のエネルギー体から放つ。
「戦士は星のように孤独だ」が信条。理由は不明だが、人間の家庭の暖かさや肉親の愛情を殊更激しく嫌悪する。ただ全く冷酷というわけではなく、自分の代わりに戦ったジンバの死は悼んでいた。
第2話からの登場。最後の戦いではクロコボーマを生み出し、ラガーファイター完成の時間稼ぎのために現れたターボトラックをガーゾックで急襲するが逆に撃墜され重傷を負ったまま戦闘に突入する。クロコボーマと共にブラックターボに挑むが敗北。クロコボーマを巨大化させ倒れた。
- デザイン画では「邪悪魅」という当て字が用いられている。当初はレーダやジンバと同様に和風のイメージでデザインされていたが、和風という縛りに懐疑的な意見がでたため洋装のデザインとなった。戦闘時の顔はアクションの都合から用意された。

暗闇暴魔ジンバ（）
鎧武者の風貌をした幹部。ヤミマルが登場するまでは、力とライバル関係にあった。
武器は2本の暗闇魔神剣で、手に持たずに念動力で操ることも可能。また、倒されたと見せかけて鎧だけを残して脱出する変わり身の術のような技を使う。
元は愛する姫のために強大な敵と戦った人間の男だったが、死闘の果てに傷ついた姿を見た姫に嘲笑された挙句に捨てられたことで恨みと絶望に苛まれながら死亡、その死体から出た恨みの鬼火がジンバとなった。それゆえ、男女の愛を憎んでいる。ズルテン以外の幹部では、第21話で一度だけコミカルな描写があった。暴魔再生巨大化光線は口から吐き出すジンバの頭の形をしたエネルギー体から放つ。
第28話で一時的に変身能力を失ったターボレンジャーを追い詰めるも、復活した5人に圧倒され呆気なく倒されるが、直後にヤミマルによって巨大化。そのままヤミマルに操られ、ターボロボを倒す。だが突如出現したターボビルダーによって完全に倒された。
- デザイン画での名称は「鍛破（タンバ）」であった。デザインモチーフは埴輪。他の幹部に動物モチーフが入っていたことから、上半身の甲冑にクモの意匠が追加された。

かっとび暴魔ズルテン
他の3人より格下の幹部。お調子者で強いものに従う主義。ラゴーンが倒された時は蔑んでいたヤミマルに媚び、ラゴーンが復活した時はあっさりヤミマルを裏切った。「〜ってんだ」が口癖。
車形態のかっとびズルテンに変身する。この形態でジャーミンに乗ってもらうことが楽しみ。
へそから目くらましに使えるズルテンヘソ油や煙幕を出す。また、シゴキボーマのシゴキムチで打たれることで彼の放つおならは人間を眠らせる作用があり、ヤミマルに利用されたことがある。武器はスリングショット型のズルパッチンと法螺貝から放つズルッポ吹き矢。しかしそのズルッポ吹き矢の矢にはおならのガスを打ち消す成分が含まれている。暴魔再生巨大化光線もホラ貝から放つ。戦闘はあまり得意ではなくターボレンジャーに叩きのめされたり、追い詰められるといった描写が目立つ。ヤミマルはレーダたちの最期しか見ていないにもかかわらず「みんないなくなった」と言っており、戦力外と見ていたことが窺える。ただ、ターボレンジャー側は「あれで中々強い」と評している。
初期から登場した幹部で唯一最終回まで生き残ったが冒頭部でターボビルダーに戦闘機ごと撃墜されるという呆気ない最期を遂げた。
- デザインは雨宮慶太によるラフデザインを基に篠原が清書した。雨宮のデザインでは脚が腹部から直接生えていたが、篠原により人型に修正された。ズルッポ吹き矢は2案が描かれ、魚型のものが採用された。かっとびズルテンのデザインはターボアタッカーの登場にあわせて用意された。ズルテンの決定稿と同色のカラーリングに変更された。

暴魔獣（）
暴魔の戦士たち。妖怪を彷彿させるフォルムをしており、総じて名前の後半部に「ボーマ」が付く。大多数が人語を話すが、超魔神ボーマなどのように人語を話さない者もいる。各地に封印されている者が多く、人語を放す者は復活時に「大復活、暴魔獣・○○ボーマ（暴魔獣の名前）!!」と叫ぶ。古い武者人形などの古民具や化石や土偶などの古いものに宿っている場合もある。
スモウボーマやキメンボーマのように人間と友好的な関係を築く異端者もわずかながらにいる。ヤシノミボーマやスズナリボーマのように一族を構成する者や、ジャーミンの分身であるクロコボーマや怨霊から誕生したアギトボーマのような者もいる。瀕死の状態になっても幹部などが放つ暴魔再生巨大化光線を浴びることで再生・巨大化するが、ジャシンボーマ・スモウボーマ・ジゴクエボーマなどのように、倒されていない状態もしくは残骸から自力で巨大化する者や、超魔神ボーマのように最初から巨大な者もいる。

ウーラー兵
最下級の暴魔。幹部や暴魔獣が「湧け! ウーラー」と呼ぶことで召喚される。ウーラー兵が数多く封印されていた国道44号線は古くからウーラー街道と呼ばれている。ウーラーボーマをウーラー一族の族長としており、ウーとラーという隊長に率いられている。武器は邪骨剣。また、手榴弾も投げてくる。ウーラー人柱やウーラーダンゴなどの技を持つ。
ウー、ラー
ウーラー兵の隊長。ウーとラーは骨ピッケルを武器としている。
当初は普通に言葉を発していたが、中盤からは全くしゃべらなくなる。ラーはガラバーでレッドターボと対決したこともあった。通常のウーラーとの違いは、武器と体色。

### 流れ暴魔
読みは「ながれぼうま」。
人間と暴魔の間に生を受けた混血の者。人でも暴魔でもないことから両種族からも受け入れられずに迫害の対象にある。ゆえに少数であり、同族である流れ暴魔と出会う確率は限りなく低いらしい。
- ヤミマルとキリカの衣装は、準備稿では歌舞伎の衣装を彷彿とさせる和のテイストを入れたスタイルも検討されていた[3]。

流れ暴魔ヤミマル / 流星 光（）
「さすらい転校生・流星光」として、武蔵野学園に転校してきた流れ暴魔。力をライバル視している。
俊介曰く「気障な奴」。ハンカチと学ランの背中には流れ星の刺繍がある。異性に人気があり、学校で逆立ちでピアノを演奏していた際には多くの女子生徒が群がっていた。
2万年間、人間と暴魔双方から蔑まれてきた過去を持ち、どちらも憎悪しているため双方を滅ぼして地球の覇権を掌握し、流れ暴魔だけの世界を創ろうという野望を抱く。ラゴーンが復活するまで、暴魔を実質的に支配する。
流星剣、流星銃、ヤミ手裏剣、ヤミヤリ、ヤミガマ、ヤミユミ、ヤミオノ、ヤミ棍棒、ヤミナイフなどの多彩な武器を持つ。必殺技は「ヤミマル流星剣」であり、第26話では「ヤミマル分身剣」を繰り出した。暴魔再生巨大化光線は、初めは口笛とともに肩に現れるヤミクモから放っていたが、強化後は兜の角と額から放つようになった。第32話以降は自身が封印を解いた暴魔蝙蝠ドラグラスに騎乗する。
ラストにかけてキリカが改心し、ヤミクモ・ドラグラスが次々と倒され、仲間を全て失っても野心を捨てず、暴魔城に乗り込むがネオラゴーンに敗れる。ネオラゴーン消滅後、暴魔城がターボビルダーに襲い掛かると、ターボレンジャーたちや太宰博士、シーロン・山口先生の呼びかけにも「もはや生きる価値のない男」と耳を貸さず暴魔城を道連れに死のうとするが、レッドの「月影さんを一人にする気か!?」という叫びにたじろぎ、そのキリカから出された赤い糸によってキリカに救われる。そして小夜子とともに人として生きる道を見つけ、卒業式の日にターボレンジャーに赤い糸だけではなく見えない糸で結ばれていることに気づき、命と心を救われたことに感謝しながら別れを告げて旅立って行った。
- デザインは土蜘蛛から発想してクモをモチーフとしており、歌舞伎のモチーフも入っている。戦闘時の顔はジャーミンと同様にアクション用の面として開閉ギミックも考案された。強化後のデザインは、敵側が暗いという指摘があったことからキリカの登場にあわせて明るい色にリニューアルされた。
- ヤミマルの武器はペアを組む暴魔獣がゴルフのキャディのように渡すという設定であったが、暴魔獣の登場予定がなくなり武器の設定だけが残った。この暴魔獣の案は後にヤミクモボーマとして再デザインされた。

流れ暴魔キリカ / 月影 小夜子（）
力たちのクラスメートで、自身の素性を知らないまま人間界で18年間ドクロ怪人に育てられ、人間として生きてきた。力に好意を抱いていたこともある。しかし、18歳の誕生日にヤミマルによって流れ暴魔として覚醒し、以後ヤミマルと行動をともにする。
武器はスカーレットビームを放つ月光剣とリングナイフ。暴魔再生巨大化光線はリングナイフから放つ。
ヤミマルとは小指と小指が赤い糸で結ばれており、その糸を使ってラゴーンとレッドターボを結界の中に閉じ込め闘わせたこともある。終盤において、自らの出生の秘密を知り、ヤミマルより一足早く改心した。
- 当初はもっと扱いが小さくなる予定だったらしいが、森下がキリカの役者として抜擢されたため、メインキャラになったという。また、キリカのコスチュームの初期案には、ヤミマルの初期コスチュームに準じたデザインのものもあった。
- デザインイメージは森高千里。衣装はセーラー服をモチーフとしているが、ラフデザインではウェイトレス風のものも存在した。頭部装飾はモンゴル調とシンプルの2種があり、前者が採用された。

流れ暴魔カシム
第47話・第48話に登場。ターボレンジャーとの闘いの果てに力を失ったヤミマルとキリカを助けた「流れ暴魔」。
2万年前に美しい人間の娘に救われ、その娘と子供を儲けた暴魔獣キメンボーマの話を2人とターボレンジャーにする。最期はヤミマルたちに戦いをやめさせようとするが、逆に崖から突き落とされ、駆けつけた力たちに自らの正体（キメンボーマ）を明かし、流れ暴魔は平和を愛する種族だと説き、さらに2万年大切に持っていたロケットを彼らに託して死亡した。前出の娘と、キメンボーマの子供が他ならぬキリカであり、彼女がこの事実を知ってショックを受けるとまずいと考えたため、キメンボーマはこの事実を死の間際まで伏せていた。

### 暴魔の戦力
暴魔城（）
暴魔百族の本拠地で、後輩を背負った観音像のような外観をした飛行する巨大な要塞で異空間を飛行しており、ラゴーンが鎮座する大帝の間や居住区、ガーゾックの離着陸ハッチも備えてある。最終決戦でスーパーターボビルダーに破壊された。

ガーゾック
暴魔百族の戦闘機で、戦車にも変形できる。武器はビーム砲。第39話ではレッドターボも暴魔城から脱出するために操縦した。

ガラバー
暴魔百族のバギー。レーサーボーマ専用のガラバーも存在する。武器は上部のガラバー砲。

暴魔コウモリ ドラグラス
伝説の大怪鳥とも呼ばれる流れ暴魔の守り神で、ヤミマルらが騎乗する。胴体に装備したガトリング砲が武器。ラゴーンがネオラゴーンとして復活した際にはネオラゴーンに就き、体内に封印されていたドラグラボーマを復活させた。
第50話でネオラゴーンを裏切りヤミマルを守るためにフーインボーマに体当たりして爆死した。
- デザイン画での名称は「暴魔飛竜」であった。デザインはコウモリに翼竜の要素が加えられている。下腹部から出現する武器はデザイン画では機関銃であった。

## 設定・用語
大封印
108匹の暴魔獣が封印されているという最大の封印。
第49話より存在が明らかとなり、暴魔百族はこれを復活させ、一気に地球を制圧せんと画策。その場所は暴魔百族・流れ暴魔・ターボレンジャーにも知られていなかったが、ネオラゴーンの持つ「封印球」で内部と通じることができるため、まず封印破りの名人である暴魔獣フーインボーマを大復活させ、ヤミマルとキリカの命を生贄にして復活させようとする。しかし、ターボレンジャーの活躍で封印球は破壊され、巨大再生したフーインボーマも特攻したドラグラスと共倒れに終わる。だがフーインボーマが自分の命が宿った杖を送り込むことで封印は弱まり、さらにその場所がターボビルダーの真下ということが判明する。その後ネオラゴーンが巨大化して大封印を解こうとするも破れ、最後は暴魔城をビルダーにぶつけて解こうとするも、暴魔城はスーパーターボビルダービームで撃破され、1匹も甦ることなく完全消滅した。
暴魔獣以外にもラゴーンやズルテンメタルタイプの姿も見られる。

## キャスト
戦隊メンバーが全員高校3年生と設定されたために実際の役者陣も皆若く経験が少なく、東映プロデューサーの鈴木武幸は監督陣には苦労をかけたといい、特にメイン監督の長石多可男の尽力により後半には演技の腕を上げていたと評している。また、佐藤は『仮面ライダーBLACK RX』にゲスト出演したことがきっかけで本作品への出演が決まり、太宰博士を演じた岡本富士太も同作品での佐原俊吉役を妻である鶴間エリと共にオファーされたがこれを断り、本作品に出演することとなった。
第6話には子役時代の黒田勇樹が出演している。

### レギュラー・準レギュラー
- 炎力 / レッドターボ：佐藤健太
- 山形大地 / ブラックターボ：我那覇文章
- 浜洋平 / ブルーターボ：朝倉圭矢
- 日野俊介 / イエローターボ：片桐順一郎
- 森川はるな / ピンクターボ：木之原賀子
- 暴魔博士レーダ：石橋雅史（1 - 30）
- 流星光 / 流れ暴魔ヤミマル：田中良典（14 - 16,18,21,22,26,28 - 51）
- 妖精シーロン：大村真有美（2 - 20,23 - 28,30,33 - 47,49,50）
- 山口先生：高見恭子（2,4,8,13,14,17,21,22,34,36,47,51）
- 姫暴魔ジャーミン：岸加奈子（2 - 29）
- 月影小夜子 / 流れ暴魔キリカ：森下雅子（28,31 - 51）
- 太宰博士：岡本富士太（2 - 8,10,11,13 - 20,22 - 31,33 - 47,49 - 51）

### 声の出演
- ラキア：銀河万丈（2,3,12,21）
- ラゴーン→ネオラゴーン：渡部猛（3,4,6 - 39,46 - 51）
- ジンバ：平井誠一（1 - 7,9,10,12,13,15,17,18,20 - 28）
- ズルテン：梅津秀行（1 - 6,8 - 10,12,13,15 - 51）
- ナレーション：田中信夫

### ゲスト
- 侍[注釈 31]：ホープ（ゆーとぴあ）（第5話）
- マコト[注釈 31]：八百坂圭祐（第5話）
- 院長[注釈 31]：森富士夫（第5話）
- ヒロシ[注釈 31]：黒田勇樹（第6話）
- ミサ[注釈 31]：伊藤福恵（第6話）
- ヒロシ、ミサの祖父[注釈 31]：河合絃司（第6話）
- 由紀[注釈 31]：金剛寺美樹（第7話）
- 沢松リサ[注釈 31]：濱島夏子（第8話）
- 榊原由美[注釈 31]：内田さゆり（第9話）
- 坂田大介[注釈 31]：飯塚洋介（第10話）
- マサヤの母[注釈 31]：吉佐美聖子（第11話）
- 山口美佐（少女体）[注釈 31]：中野美穂（第17話）
- 日野俊二[注釈 31]：天間信紘（第19話）
- ハナコ[注釈 31]：中川彩（第23話）
- 小犬の人間体[注釈 31]：下島裕司（第25話）
- 女子バレー部員の一人[注釈 31]：萩野志保子（第31話）[注釈 32]
- 女生徒[注釈 31]：篠原涼子（第33話）
- 桑田[注釈 31]：入沢宏彰（第33話）
- ゆかり[注釈 31]：東城美帆（第35話）
- 刑事[注釈 31]：きくち英一（第35話）
- 少女時代の小夜子[注釈 31]：勝田志麻（第36話）
- 山口美加[注釈 31]：早瀬恵子（第37話）
- 地獄絵に閉じ込められた男性[注釈 31]：五十嵐明（第38話）
- 地獄絵に閉じ込められた女性[注釈 31]：羽村千秋（第38話）
- トシオ[注釈 31]：土倉有貴（第40話）
- トシオの母[注釈 31]：長門美由樹（第40話）
- 山田健一[注釈 31]：小林英俊（第43話）
- カシム：大月ウルフ（第47 - 49話）[注釈 33]

### スーツアクター
- レッドターボ[78][18]：新堀和男
- ブラックターボ[79][21]：石垣広文
- ブルーターボ[80][25]：蜂須賀昭二
- イエローターボ[29]：赤田昌人
- ピンクターボ[32]：蜂須賀祐一
- 暗闇暴魔ジンバ[81]、ヤミマル（アクション吹き替え）[81]：大藤直樹
- かっとび暴魔ズルテン（前期）[82]：薄田東正
- かっとび暴魔ズルテン（後期）[83][84]、暴魔獣[83][84][注釈 34]：竹内康博
- ターボロボ[85][86]、暴魔大帝ラゴーン[87]：日下秀昭
- ウーラー兵[88]：福沢博文
- その他：神尾直子[89]

## スタッフ
スタッフの大半は前作と同じ顔ぶれであるが、同時期に放映されていた『仮面ライダーBLACK RX』の終了に伴い、同作品のメイン監督だった蓑輪雅夫が後半より参加。蓑輪は以降、『鳥人戦隊ジェットマン』までの3作品にわたって中心的監督として携わった。また現在は監督を務めている竹本昇は本作品の第6・7話より助監督として演出部に参加している。脚本面でも、サブライターとして当時アニメ作品を中心に手がけていた渡辺麻実が新たに加わっている。またスーパー戦隊シリーズの草創期より、長きにわたって特撮監督として関わってきた矢島信男が本作品限りで勇退、後継を佛田洋に託している。佛田は、本作品のロボットの売上が好調であったことから、調子のいいタイミングでスタッフを若返らせようという矢島の意図があったのだろうと述べている。
キャラクターデザインは当初雨宮慶太率いる有限会社クラウドにオファーが出されていたが、すでに『BLACK RX』と『機動刑事ジバン』の2作品に並行して携わっていた雨宮の「俺も2番組までだろう」という意向や、企画者104側からの要望などもあり、当時クラウド所属で『超人機メタルダー』『世界忍者戦ジライヤ』などメタルヒーローシリーズにもサブデザイナーとして参加していた篠原保が単独でメインデザイナーに抜擢されている。ラフスケッチの段階で雨宮や、当時クラウドに出入りしていた吉田瑞穂のアイディアを取り入れたものも一部存在するものの、シリーズ初参加にして敵側のすべてのデザインワークを篠原が担当することとなった。
- プロデューサー：宇都宮恭三（テレビ朝日）、鈴木武幸（東映）
- 原作：八手三郎
- 連載：テレビマガジン、てれびくん、テレビランド
- 脚本：曽田博久、藤井邦夫、井上敏樹、渡辺麻実、（構成）鈴木武幸、小林芳弘
- 音楽：吉田明彦
- アクション監督：竹田道弘（ジャパンアクションクラブ）
- 監督：長石多可男、東條昭平、新井清、蓑輪雅夫
- 撮影：いのくままさお
- 照明：斉藤久、高橋道夫
- 美術：山下宏
- キャラクターデザイン：篠原保
- 造型：前沢範
- 録音：石川孝
- 効果：大泉音映
- 選曲：村田好次
- 編集：成島一城、山口一喜
- 製作担当：山本康郎
- イラスト：赤坂徹朗、サトージュン、野口竜、薄永俊之
- 進行主任：奈良場稔、室橋忠
- 計測：黒須健雄
- 記録：石川和枝、大塚祐子、栗原節子、深沢いづみ、高山秀子、森みどり、内藤美子、安倍伸子
- 助監督：諸田敏、武田秀雄、渡辺勝也、竹本昇
- 製作デスク：岩永恭一郎
- 装置：東映美術センター、紀和美建
- 操演：船越幹雄
- 美粧：サン・メイク
- 衣裳：東京衣裳
- 装飾：装美社
- 企画協力：企画者104
- キャラクター製作：レインボー造型企画
- 合成：チャンネル16
- 現像：東映化学
- 車輌協力：MAZDA
- オートバイ協力：SUZUKI
- ビデオ合成：東通ecgシステム（前岡良徹、近藤弘志、柳田正憲、鈴木康夫）
- 撮影協力：久喜総合文化会館、川口市立グリーンセンター、大王製紙、伊予三島市、光が丘ライフステーションIMA、後楽園、行川アイランド、埼玉県吉見町、長野県南牧村
- （株）特撮研究所
  - 操演：鈴木昶、尾上克郎
  - 撮影：高橋政千
  - 美術：佛田洋
  - 照明：林方谷
- 特撮監督：矢島信男
- 制作：テレビ朝日、東映、東映エージエンシー

## 音楽

### 主題歌
主題歌は、本作品のレッド役である佐藤健太が歌唱。佐藤は以前歌手を志望しており、前作『超獣戦隊ライブマン』でレッド役の嶋大輔が主題歌も担当していたことから、オーディションの際にデモテープを持ち込み自分で主題歌を歌いたいと希望したそうである。佐藤が関係者から直接伝えられたところによれば、歌の上手さよりも元気で若い声として選ばれたという。
佐藤は『ライブマン』での嶋と違い本職の歌手ではないが、後に自らは出演しなかった『恐竜戦隊ジュウレンジャー』の主題歌も歌っており、特撮関連のライブなどには歌手として出演している。ライブ『スーパー戦隊“魂”2004』（2004年）・『スーパー戦隊“魂”II』（2006年）の際は、実際に撮影で使用した衣装と本作品の変身アイテムだったターボブレスを着用し、炎力として登場するというファンサービスも行った。
オープニングテーマ「高速戦隊ターボレンジャー」
作詞：松本一起 / 作曲：井上ヨシマサ / 編曲：米光亮 / 歌：佐藤健太
第1話のみ、『バトルフィーバーJ』から『超獣戦隊ライブマン』の映像が使用された。
劇中では第2、5〜7、9、11、13、17、24、25、30、32、34、35、45、47、50話で歌唱版、第3、4、10話でインストゥルメンタル版が使用された。
エンディングテーマ
「ジグザグ青春ロード」（第2話 - 50話）
作詞：松本一起 / 作曲：井上ヨシマサ / 編曲：米光亮 / 歌：佐藤健太
未使用である第1話でも、放送後の新番組予告において歌唱版およびインストゥルメンタル版が併用されている。
第44話以降、暴魔百族の映像がヤミマルとキリカが登場する物に変更されている。
「DANCEときめく心」（最終話）
作詞：松本一起 / 作曲：井上ヨシマサ / 編曲：米光亮 / 歌：佐藤健太
挿入歌として制作された楽曲だが、「最終回のエンディングに合っている気がした」という佐藤の意見を、最終話の監督を担当した蓑輪雅夫が取り入れ採用された。
劇中では第28話で挿入歌として使用されている。

### 挿入歌
「心よ しなやかに舞え!」
作詞：松本一起 / 作曲：小杉保夫 / 編曲：米光亮 / 歌：佐藤健太、こおろぎ'73
第41話では前後奏のみが使用された。
『百獣戦隊ガオレンジャーVSスーパー戦隊』では、「技の戦士」（イエローターボ以降）を紹介する際の挿入歌として使用されている。
「妖精物語（フェアリーテイル）」（第42話）
作詞：白峰美津子 / 作曲：小坂明子 / 編曲：松下一也 / 歌：帯川鏡子
「ウーラーの恨み」
作詞：園部和範 / 作曲：古田喜昭 / 編曲：松下一也 / 歌：こおろぎ'73
第11話ではカラオケ版が使用された。
「キューティーターボレディ」（第20話）
作詞：只野菜摘 / 作曲：井上ヨシマサ / 編曲：米光亮 / 歌：HANNAH
「ターボ・ビクトリー」
作詞：松本一起 / 作曲：池毅 / 編曲：吉田明彦 / 歌：佐藤健太、こおろぎ'73、SHINES
「勇気は満タン! ターボレンジャー」（第40話）
作詞：園部和範 / 作曲：井上ヨシマサ / 編曲：米光亮 / 歌：佐藤健太、SHINES
「明日にアクセル! ターボロボ」（第10、11、13、14、16、25、30、34話）
作詞：八手三郎 / 作曲：小杉保夫 / 編曲：吉田明彦 / 歌：茅弘二
「タックル! ターボラガー」（第29、33、35、36、39、44、45話）
作詞：八手三郎 / 作曲：小杉保夫 / 編曲：牧野三朗 / 歌：石原慎一
上記の他、第8話では力たちが光GENJIの「Diamondハリケーン」（井上ヨシマサ作曲）をピアノ伴奏で歌唱するシーンが存在し、第21話ではテレビ朝日のスポーツ中継のテーマである「朝日に栄光あれ」、また第22話では矢沢永吉の「哀しみの彼方へ」、第28話では斉藤由貴の「夢の中へ」、第36話では矢沢永吉の「ウイスキー・コーク」、第42話ではTOM★CATの「BIRTHDAY SONG」が挿入歌として使用された。

## 放送日程
| 放送日         | 放送回 | サブタイトル                          | 登場怪人                                                                                | 脚本     | 監督       |
| -------------- | ------ | ------------------------------------- | --------------------------------------------------------------------------------------- | -------- | ---------- |
| 1989年02月25日 | 1      | 10大戦隊集合 頼むぞ！ターボレンジャー | （直前スペシャル）                                                                      | -        | 東條昭平   |
| 3月04日        | 2      | 君達は妖精を見たか！                  | - イワガミボーマ（声：丸山詠二）                                                        | 曽田博久 | 長石多可男 |
| 3月11日        | 3      | 暴魔城！二万年の呪い                  | - ネジクレボーマ（声：森篤夫）                                                          | 曽田博久 | 長石多可男 |
| 3月18日        | 4      | ゴロゴロ人間ダンゴ！                  | - ダンゴボーマ（声：西尾徳）                                                            | 曽田博久 | 東條昭平   |
| 3月25日        | 5      | 脱出だ！サムライの町                  | - ミノカサボーマ（声：広森信吾）                                                        | 曽田博久 | 東條昭平   |
| 4月01日        | 6      | ヌルルッ！暴魔ゾンビ                  | - ペロペロボーマ（声：丸山詠二） - 暴魔ゾンビ                                           | 曽田博久 | 新井清     |
| 4月08日        | 7      | 恋人を食べる暴魔獣！                  | - アギトボーマ（声：森篤夫）                                                            | 藤井邦夫 | 新井清     |
| 4月15日        | 8      | 空飛ぶジャーミンの家                  | - ヤシキボーマ（声：岸野一彦） - 暴魔ハウス                                             | 曽田博久 | 長石多可男 |
| 4月22日        | 9      | 憧れは悪魔のフルート                  | - トリツキボーマ（声：依田英助）                                                        | 藤井邦夫 | 長石多可男 |
| 4月29日        | 10     | 鬼を呼ぶ五月人形                      | - オニボーマ（声：西尾徳） - 赤鬼 - 青鬼                                                | 藤井邦夫 | 東條昭平   |
| 5月06日        | 11     | 爆発！ウーラー街道！                  | - ウーラーボーマ（声：丸山詠二）                                                        | 曽田博久 | 東條昭平   |
| 5月13日        | 12     | 星になった暴魔獣                      | - アラクレボーマ（声：神山卓三）                                                        | 藤井邦夫 | 新井清     |
| 5月20日        | 13     | 魔女をワナにかけろ！                  | - タメイキボーマ（声：京田尚子）                                                        | 藤井邦夫 | 新井清     |
| 5月27日        | 14     | 参上！さすらい転校生                  | - ドグウボーマ（声：森篤夫）                                                            | 曽田博久 | 長石多可男 |
| 6月03日        | 15     | ヤミマル！必殺の照準                  | - ダルマオトシボーマ（声：丸山詠二）                                                    | 曽田博久 | 長石多可男 |
| 6月10日        | 16     | 射てVターボバズーカ                   | - コブボーマ（声：岸野一彦）                                                            | 曽田博久 | 東條昭平   |
| 6月17日        | 17     | 子供になった先生                      | - ドロロボーマ（声：依田英助）                                                          | 藤井邦夫 | 東條昭平   |
| 6月24日        | 18     | 5分間の変身                           | - カセキボーマ（声：岸野一彦）                                                          | 曽田博久 | 長石多可男 |
| 7月01日        | 19     | 激突！魔兄弟                          | - ゴクアクボーマ（声：新井一典、森篤夫） - 氷魔（声：新井一典） - 炎魔（声：森篤夫）    | 井上敏樹 | 長石多可男 |
| 7月08日        | 20     | 暴魔族はるな                          | - モードクボーマ（声：徳丸完）                                                          | 井上敏樹 | 東條昭平   |
| 7月15日        | 21     | ドスコイ勝負                          | - スモウボーマ（声：神山卓三）                                                          | 曽田博久 | 東條昭平   |
| 7月22日        | 22     | 青春ロード！                          | - レーサーボーマ（声：斉藤茂） - 流れ暴魔ヤミマル                                       | 曽田博久 | 長石多可男 |
| 7月29日        | 23     | 幽霊いっぱい                          | - ユーレイボーマ（声：大山豊） - 幽霊                                                   | 藤井邦夫 | 長石多可男 |
| 8月05日        | 24     | 怖い！夏の海                          | - ヤシノミボーマ（声：篠田薫）                                                          | 曽田博久 | 新井清     |
| 8月12日        | 25     | 戦う小犬                              | - イヌガミボーマ（声：河合義雄）                                                        | 曽田博久 | 新井清     |
| 8月19日        | 26     | 力！絶体絶命                          | - フジミボーマ（声：岸野一彦）                                                          | 井上敏樹 | 東條昭平   |
| 8月26日        | 27     | 少女暴魔リン                          | - スズナリボーマ（声：松本梨香 / 少女暴魔リン（演：湯原弘美）                           | 渡辺麻実 | 東條昭平   |
| 9月02日        | 28     | ロボ合体不能                          | - 暗闇暴魔ジンバ                                                                        | 曽田博久 | 長石多可男 |
| 9月09日        | 29     | 急げ新型ロボ                          | - 姫暴魔ジャーミン - クロコボーマ                                                       | 曽田博久 | 長石多可男 |
| 9月23日        | 30     | レーダの最後                          | - 暴魔博士レーダ - 超魔神ボーマ                                                         | 曽田博久 | 東條昭平   |
| 9月30日        | 31     | 女戦士キリカ                          | - オマモリボーマ（声：松本梨香） - ドクロ怪人夫婦（声および人間体：竹内靖、奥山眞佐子） | 曽田博久 | 東條昭平   |
| 10月06日       | 32     | 悪魔の大怪鳥！                        | - カガミボーマ（声：神山卓三） - 暴魔蝙蝠ドラグラス                                     | 曽田博久 | 長石多可男 |
| 10月13日       | 33     | 奪え！洋平の顔                        | - ノッペラボーマ（声：依田英助）                                                        | 曽田博久 | 長石多可男 |
| 10月20日       | 34     | ズルテンの裏技                        | - シゴキボーマ（声：西尾徳）                                                            | 曽田博久 | 東條昭平   |
| 10月27日       | 35     | 愛を呼ぶ魔神剣                        | - シニガミボーマ（声：斉藤茂） - 亡霊暴魔獣                                             | 井上敏樹 | 東條昭平   |
| 11月03日       | 36     | 運命の想い出…                         | - キオクボーマ（声：徳丸完）                                                            | 藤井邦夫 | 長石多可男 |
| 11月10日       | 37     | カンフー謎少女                        | - ズルテンメタルタイプ（声：梅津秀行） - 金属人間                                       | 曽田博久 | 長石多可男 |
| 11月17日       | 38     | 人を喰う地獄絵                        | - ジゴクエボーマ（声：丸山詠二） - 地獄絵                                               | 渡辺麻実 | 蓑輪雅夫   |
| 11月24日       | 39     | ラゴーンの最後                        | - 暴魔大帝ラゴーン - 巨大ラゴーン                                                       | 曽田博久 | 蓑輪雅夫   |
| 12月01日       | 40     | 歩け！四国の子                        | - エホンボーマ（声：山口健） - ワタリドリボーマ（声：依田英助）（声のみ）               | 曽田博久 | 東條昭平   |
| 12月08日       | 41     | スターは俺だ！                        | - ワタリドリボーマ（オヤクシャボーマ）                                                  | 曽田博久 | 東條昭平   |
| 12月15日       | 42     | コワイ誕生日！                        | - デビルボーマ（声：丸山詠二） - 小悪魔                                                 | 藤井邦夫 | 長石多可男 |
| 12月22日       | 43     | 6人目の戦士！                         | - ガンマンボーマ（声：岸野一彦）                                                        | 井上敏樹 | 長石多可男 |
| 1990年01月05日 | 44     | 流れ暴魔伝説                          | - ヨロイボーマ（声：新井一典） - ヨロイキリカ - オマモリボーマ                          | 渡辺麻実 | 蓑輪雅夫   |
| 1月12日        | 45     | 超マジック少年                        | - ハンコボーマ（声：河合義雄）                                                          | 曽田博久 | 蓑輪雅夫   |
| 1月19日        | 46     | ラゴーンの逆襲                        | - ネオラゴーン - ヒトツメボーマ                                                         | 曽田博久 | 長石多可男 |
| 1月26日        | 47     | SOS変身不能                           | - ドラグラボーマ - 流れ暴魔カシム（演：大月ウルフ）                                     | 曽田博久 | 長石多可男 |
| 2月02日        | 48     | 流れ暴魔の秘密                        | - ゴムゴムボーマ（声：神山卓三） - キメンボーマ / 流れ暴魔カシム                        | 曽田博久 | 長石多可男 |
| 2月09日        | 49     | 美しきキリカ                          | - ヤミクモボーマ（声：丸山詠二） - 百八匹暴魔獣群団                                     | 曽田博久 | 蓑輪雅夫   |
| 2月16日        | 50     | 恐るべき大封印                        | - フーインボーマ（声：依田英助） - 百八匹暴魔獣群団                                     | 曽田博久 | 蓑輪雅夫   |
| 2月23日        | 51     | 青春の卒業式                          | - ネオラゴーン - 巨大ネオラゴーン - かっとび暴魔ズルテン - 百八匹暴魔獣群団             | 曽田博久 | 蓑輪雅夫   |

### 第1話「10大戦隊集合 頼むぞ！ターボレンジャー」
本作品の第1話では、当時スーパー戦隊シリーズの第1作として数えられていた『バトルフィーバーJ』から、前作『超獣戦隊ライブマン』までの過去10作品のヒーロー53人全員が勢揃いし、それと同時に本作品のお披露目と、歴代の10大戦隊から本作品へのバトンタッチが行われるという特別編となっている。シリーズの節目を記念した特別編はこれ以前にも、前年の2月最終週にシリーズ10周年記念の特別番組の放送が予定されていたが、この時は前々作『光戦隊マスクマン』の撮影スケジュールが遅れたことにより、実現には至らなかった。
内容は『バトルフィーバー』から『ライブマン』までの10大戦隊の活躍を、本編の映像を交えてふり返る総集編となっており、オープニングも10大戦隊の戦闘シーンを中心に構成されるなど、通常のフォーマットとは異なるものとなっている。この回で使用された10大戦隊のスーツ・マスクは過去に使用されたものがそのまま用いられており、またアクションを担当したジャパン・アクション・クラブのメンバーは撮影に当たり、それぞれの役柄のビデオを視聴し名乗りのポーズなどを覚えたという。このような内容から、本作品では第2話が実質のストーリーの始まりとなっており、放送当時の一部資料では第1話を単発特番の扱いにして第2話を初回放送とする表記も見られた。実際に『ライブマン』最終話終了後の新番組予告（本放送のみでDVDには未収録）では本番組を第2話放送日の「3月4日スタート」とナレーションし、第1話の予告はその後に別途放送、さらに第1話の放送直後にも改めて新番組予告が放送され、続けて第2話の通常予告が放送された。また前述のカウントを踏まえる形で、作中ではピンクターボが『バトルフィーバー』を「初代スーパー戦隊」として紹介している。この回は傑作選としてリリースされたビデオには収録されていないが、東映チャンネルでの放送時やDVDには本放送と同様に第1話として放送・収録されている。

## 劇場版
高速戦隊ターボレンジャー（1989年3月18日公開）
監督：長石多可男 脚本：曽田博久
登場怪人：ジャシンボーマ（声：依田英助）、ジャシンボーマJr（声：広森信吾）
上映時間25分。「東映まんがまつり」の一編として上映。翌1990年より東映まんがまつりが「東映アニメまつり」（東映アニメフェア）に移行したのに伴い、「スーパー戦隊シリーズ」の劇場版も1993年の「東映スーパーヒーローフェア」まで制作が中断された。

## 放送ネット局
- 関東広域圏：テレビ朝日
- 北海道：北海道テレビ
- 青森県：青森放送
- 岩手県：岩手放送（現:IBC岩手放送）
- 宮城県：東日本放送
- 秋田県：秋田放送
- 山形県：山形放送
- 福島県：福島放送
- 新潟県：新潟テレビ21
- 富山県：北日本放送[注釈 42]。
- 福井県：福井テレビ
- 山梨県：山梨放送
- 長野県：テレビ信州
- 静岡県：静岡けんみんテレビ（現：静岡朝日テレビ）
- 中京広域圏：名古屋テレビ
- 近畿広域圏：朝日放送（現：朝日放送テレビ）金曜 17:30 - 17:55（遅れネット→同時ネット[注釈 43]）
- 鳥取県・島根県：日本海テレビ（1989年2月 - 9月）
  - →山陰中央テレビ（1989年10月 - 1990年2月）
- 広島県：広島ホームテレビ
- 山口県：テレビ山口
- 徳島県：四国放送
- 香川県・岡山県：瀬戸内海放送
- 愛媛県：テレビ愛媛
- 高知県：テレビ高知
- 福岡県：九州朝日放送
- 佐賀県：未放送
- 長崎県：長崎放送
- 熊本県：テレビ熊本（1989年2月 - 9月）
→熊本朝日放送（1989年10月 - 1990年2月）
- 大分県：大分放送[注釈 44]
- 宮崎県：宮崎放送
- 鹿児島県：鹿児島放送（奄美地方は第4話から放送開始）[注釈 45]
- 沖縄県：琉球放送

## 映像ソフト化
いずれも発売元は東映ビデオ。
- ビデオ（VHS、セル・レンタル共通）はテレビシリーズのうち30話分の傑作選が、1993年11月から1994年3月にかけて全6巻（各巻5話収録）リリースされた。最終巻の末尾に収録されている作品紹介には次作『ファイブマン』ではなく、翌月よりリリース開始の『五星戦隊ダイレンジャー』第1巻収録分の各話の予告が収録されている。
- この他「HEROクラブ」として、テレビシリーズを再編集したビデオが2巻、そして他のシリーズ作品も含めた再編集版『戦隊スーパーバトルファイル』がそれぞれリリースされている。このうち後者には本作品の第39話の再編集版のほか、前作『ライブマン』の第44話と、次作『ファイブマン』の第3話の再編集版が収録されている。
- DVDは2012年5月21日から9月21日にかけて、全5巻がリリースされた。テレビシリーズ全話の初ソフト化であり、各巻2枚組・10話（第5巻のみ11話）収録。これに伴いスーパー戦隊シリーズ全作品が、DVDでのリリースを完了した。また2020年4月8日には廉価版DVDとして、『高速戦隊ターボレンジャー DVD COLLECTION』全2巻（各巻5枚組、Vol.1は25話、Vol.2は26話収録）も同時発売された。
- 劇場版はビデオ（VHS、セル・レンタル共通）や、2003年7月21日発売のDVD-BOX『スーパー戦隊 THE MOVIE BOX』[98]および、2004年7月21日発売の『スーパー戦隊 THE MOVIE VOl.3』、「スーパー戦隊 THE MOVIE Blu-ray BOX 1976-1995」（2011年6月21日発売）に収録されている。

## CS放送・ネット配信
CS放送
- 東映チャンネル
  - 2006年12月 - 2007年6月（「スーパー戦隊ワールド枠」）
  - 2009年5月 - 11月（「アンコールアワー」枠）

ネット配信
- 東映特撮 YouTube Official
  - 2020年10月30日 - 2021年4月30日

## コミカライズ
細井雄二作画でテレビランドに連載、単行本は大都社Stコミックスの超獣戦隊ライブマンに併録。

## シリーズ内の他作品への登場
スーパー戦隊大集合
『未来戦隊タイムレンジャー』第51話として放送された特別総集編。タイムレンジャー5人がタイムジェットで本作品の世界を見に来たという設定で、本作品の映像が流用されている。
百獣戦隊ガオレンジャーVSスーパー戦隊
『百獣戦隊ガオレンジャー』のスーパー戦隊Vシネマ作品で、ターボGTとレッドターボが登場している。
海賊戦隊ゴーカイジャー
劇場作品『ゴーカイジャー ゴセイジャー スーパー戦隊199ヒーロー大決戦』にて力とターボロボが、『海賊戦隊ゴーカイジャー THE MOVIE 空飛ぶ幽霊船』にてウーラー兵が登場している。詳細は各項目を参照。
『仮面ライダー×スーパー戦隊 スーパーヒーロー大戦』
スーパー戦隊シリーズと仮面ライダーシリーズのクロスオーバー作品で、ターボレンジャーの5人が登場。
『機界戦隊ゼンカイジャー THE MOVIE 赤い戦い! オール戦隊大集会!!』
『機界戦隊ゼンカイジャー』の劇場作品。レッドターボが登場。